# Pixel 5
Pixel 5 — смартфон Android із лінійки продуктів Google Pixel, який є спадкоємцем Pixel 4. Телефон був офіційно анонсований 30 вересня 2020 року разом з Pixel 4a (5G), а випущений у США 29 жовтня 2020 року. Це перший флагманський смартфон у лінійці Pixel, який не має версії XL.

## Технічні характеристики

### Дизайн та обладнання
Pixel 5 побудований з використанням «корпусу зі 100% переробленого алюмінію» та скла Gorilla Glass 6 для екрану. Пристрій доступний у кольорах Just Black та Sorta Sage, обидва мають матове покриття. Корпус має товсте покриття з пластику, а кнопка живлення анодована металевою обробкою. У нижній частині пристрою є роз'єм USB-C, який використовується для зарядки та виведення звуку. Він має стереодинаміки, один з яких являє собою блок під дисплеєм, а інший динамік розташований праворуч від порту USB-C. На задній панелі є ємнісний зчитувач відбитків пальців, який був видалений на Pixel 4.
Pixel 5 використовує систему на чіпі Qualcomm Snapdragon 765G, забезпечує стандартне підключення 5G; підтримуються мережі "sub-6" та міліметрові хвилі (mmWave) .
Pixel 5 має  акумулятор ємністю 4080 мА·год, що значно збільшилося в порівнянні з акумулятором попередника 2800 мА·год. Він здатний швидко заряджати до 18 Вт, підтримує бездротову зарядку Qi, а також зворотну бездротову зарядку. Це забезпечується через виріз на задній панелі для котушки бездротової зарядки, покритий біосмолою.  Він зберігає ступінь захисту від води IP68 відповідно до стандарту IEC 60529. Можливості функції Motion Sense і розпізнавання облич не були використані, а також Active Edge та Pixel Neural Core не було застосовано.
Pixel 5 має 6-дюймовий (152 мм) 1080p OLED-дисплей з підтримкою HDR10+ , який працює з частотою оновлення до 90 Гц ; він динамічно регулюється залежно від вмісту, щоб зберегти час автономної роботи. Дисплей має співвідношення сторін 19,5:9 і має дизайн, схожий на Pixel 4a, з тонкими рівномірними рамками та круглим вирізом у верхньому лівому кутку для фронтальної камери.
Pixel 5 включає два модулі основної камери, розташованих всередині випираючого квадратного модуля. Незважаючи на те, що ширококутна камера незмінна, вона включає ультра ширококутний об’єктив, замість телеоб’єктиву у Pixel 4. Ширококутний 28-міліметровий об'єктив з 77 ° f/1,7 має 12,2-мегапіксельний датчик Sony Exmor IMX363, а надширокий об'єктив із 107-дюймовим діафрагмою f/2,2 має 16-мегапіксельний датчик; обидва датчики є спільними для Pixel 4a (5G). Фронтальна камера використовує 8-мегапіксельний датчик. Поряд з Pixel 4a (5G), це перший телефон Pixel, здатний записувати відео 4K зі швидкістю 60 кадрів в секунду, оскільки попередні телефони Pixel були обмежені 30 кадрами в секунду. Незважаючи на відсутність Pixel Neural Core, Pixel Visual Core було перероблено для підтримки функцій Live HDR+ та подвійної експозиції, наявних на Pixel 4. Додаткові поліпшення програмного забезпечення включають новий режим портретного освітлення, портретний режим для нічного прицілу, брекетинг експозиції.

### Програмне забезпечення
Pixel 5 поставляється з Android 11 та версією 8.0 програми Google Camera під час запуску з такими функціями, як Screen Call та додаток Особиста безпека. Новою функцією, одночасно представленою на Pixel 4a (5G), є Extreme Battery Saver, яка припиняє обробку фонових програм і дозволяє запускати лише основні програми. Він буде доступний на старих моделях Pixel як частина майбутнього оновлення програмного забезпечення. Очікується, що він отримає 3 роки серйозних оновлень ОС із підтримкою до 2023 року.

## Відомі проблеми
- Деякі пристрої мають невеликий зазор між дисплеєм і рамкою.[6][7][8] Google заявила, що телефон був розроблений з таким розривом.[9] Користувачі не можуть повернути гаджет після закінчення гарантійного 15-денного періоду.[10]
- Pixel 5 перегрівається під час запису відео 4K зі швидкістю 60 кадрів в секунду.[11]
- Датчик наближення блимає багаторазово, коли до нього звертається або контролюється програма.[12]
- Google Pay не працює для деяких користувачів.[13]
- Індикатор заряду батареї іноді застряє на якомусь випадковому числі. Google працює над виправленням.[14][15][16]
- Pixel 5 не працює в деяких мережах 5G.[17]
- Деякі користувачі повідомляють про надмірний розряд акумулятора під час простою. Тут може бути проблема 5G -з'єднання. Google розслідує цю проблему.[18][19]
- Фронтальна камера має проблему з відсутністю різкості зображення, тож автопортрети виходять не в фокусі - розмиті, "мильні". Це пов'язано з тим, що відстань фокусування цієї камери набагато більша за оптимальні 0.3-0.5м для зйомки "селфі".[20]

### Виправлені проблеми
- Телефони Pixel 5 мали проблеми з рівнем гучності.[21] Ця проблема була виправлена в оновленні в січні 2021 року.[22]
- Pixel 5 мав проблеми з несподіваним пробудженням під час використання з Pixel Stand. Google вирішила проблему, оновивши файл APK для Pixel Stand.[23]